# Haruka Igawa
Haruka Igawa (jap. 井川 遥 Igawa Haruka; ur. 29 czerwca 1976 w Tokio) – japońska aktorka znaną z ról w serialach Kurai Tokoro de Machiawase, Boku no Mahou Tsukai i filmach takich jak Mizuchi, Tokyo Sonata znanego japońskiego reżysera Kiyoshiego Kurosawy oraz Tokyo Park wyreżyserowanego przez Shinjiego Aoyame.

## Filmografia

### Seriale
- Ochoyan (NHK 2020-21)
- Hanzawa Naoki (TBS 2020)
- Half, Blue (Hanbun, Aoi) (NHK 2018)
- Saki ni Umareta Dake no Boku (NTV 2017)
- Kizoku Tantei (Fuji TV 2017)
- Sniffer Kyuukaku Sousakan (NHK 2016)
- Hana Moyu (NHK 2015)
- Ryusei Wagon (TBS 2015)
- Glass no Ie (NHK 2013) jako Tamaki Rei
- Freeter, Ie wo kau SP (Fuji TV 2011)
- Kurumi no Heya (NHK 2011)
- Good Life ~ Arigato Papa, Sayonara (Fuji TV 2011)
- Naze Kimi wa Zetsubo to Tatakaeta no ka (Wowow 2010)
- Ayashiki Bungo Kaidan (NHK 2010) odc.3
- Freeter, Ie wo kau (Fuji TV 2010)
- Sunao ni Narenakute (Fuji TV 2010)
- Tengoku no Soup (Wowow 2008)
- Room of King (Fuji TV 2008)
- Shinuka to Omotta (NTV 2007) odc.2
- Fuurin Kazan (NHK 2007)
- Kodoku no Kake (TBS 2007)
- Ruri no Shima SP (NTV 2007)
- Koi no Kara Sawagi Drama Special * Love Stories III (NTV 2006)
- Busu no Hitomi ni Koishiteru (Fuji TV 2006)
- Woman's Island (NTV 2006)
- Junjo Kirari (NHK 2006)
- Koi no Karasawagi (NTV 2006)
- Ruri no Shima (NTV 2005)
- Hikari to Tomo ni (NTV 2004)
- Kikutei Yaozen no Hitobito (NHK 2004)
- Ranpo R Hakuhatsu Ki (NTV 2004)
- Ryoma ga Yuku (TV Tokyo 2004)
- Yonimo Kimyona Monogatari 2003 (Fuji TV 2003)
- Kougen e Irasshai (TBS 2003)
- Boku no Mahou Tsukai (NTV 2003)
- Psycho Doctor (NTV 2002)
- Sora Kara Furu Ichioku no Hoshi (Fuji TV 2002)
- Shiritsu Tantei Hama Mike (NTV 2002)

### Filmy
- The Fish Tale (2022)
- Tokyo Kouen (2011)
- Kondo wa aisaka (2010)
- Dia dokuta (2009)
- Tokyo Sonata (2009)
- Ikigami (2008)
- Team Batista no Eiko (2008)
- Hannin ni tsugu (2007)
- Zo no Senaka / The Elephant's Back (2007)
- Oh-oku: The Movie (2006)
- Kurai Tokoro de Machiawase (2006)
- Mizuchi (2006)
- Hinagon (2005)
- Daiteiden no Yoru ni (2005)
- 69 (2005)
- Ki no Umi (2004)
- Dog Star (2002)
- Mokka no Koibito (2002)
- Filament (2001)
- Tokyo.Sora (2001)